# San Juan Tahitic
San Juan Tahitic är en ort i Mexiko.   Den ligger i kommunen Zacapoaxtla och delstaten Puebla, i den sydöstra delen av landet, 170 km öster om huvudstaden Mexico City. San Juan Tahitic ligger 1 448 meter över havet och antalet invånare är 2 644.
Terrängen runt San Juan Tahitic är kuperad söderut, men norrut är den bergig. Terrängen runt San Juan Tahitic sluttar norrut. Runt San Juan Tahitic är det ganska tätbefolkat, med 129 invånare per kvadratkilometer. Närmaste större samhälle är Zacapoaxtla, 8,1 km sydväst om San Juan Tahitic. Omgivningarna runt San Juan Tahitic är en mosaik av jordbruksmark och naturlig växtlighet.